# Portugal International 2007
Die Portugal International 2007 fanden vom 19. bis zum 22. April 2007 im Pavilhão Rainha D. Leonor, Estrada da Foz de Arelho in Caldas da Rainha statt. Es war die 42. Auflage dieser internationalen Titelkämpfe von Portugal im Badminton. Das Preisgeld betrug 2.500 US-Dollar. Der Referee war Susana Maldonado aus Portugal.

## Sieger und Platzierte
| Disziplin    | Gold                               | Silber                                     | Bronze                         |
| ------------ | ---------------------------------- | ------------------------------------------ | ------------------------------ |
| Herreneinzel | Peter Mikkelsen                    | Michael Christensen                        | Stenny Kusuma                  |
| Herreneinzel | Peter Mikkelsen                    | Michael Christensen                        | Carl Baxter                    |
| Dameneinzel  | Judith Meulendijks                 | Li Wenyan                                  | Susan Hughes                   |
| Dameneinzel  | Judith Meulendijks                 | Li Wenyan                                  | Jill Pittard                   |
| Herrendoppel | Mikkel Delbo Larsen Jacob Chemnitz | George Dean Chris Tonks                    | Brian Prevoe Leon Aabenhus     |
| Herrendoppel | Mikkel Delbo Larsen Jacob Chemnitz | George Dean Chris Tonks                    | Kristian Roebuck Andrew Bowman |
| Damendoppel  | Jenny Wallwork Suzanne Rayappan    | Sarah Bok Liza Parker                      | Kristína Ludíková Olga Konon   |
| Damendoppel  | Jenny Wallwork Suzanne Rayappan    | Sarah Bok Liza Parker                      | Heather Olver Rachel Howard    |
| Mixed        | Rasmus Bonde Christinna Pedersen   | Mikkel Delbo Larsen Mie Schjøtt-Kristensen | Jorrit de Ruiter Ilse Vaessen  |
| Mixed        | Rasmus Bonde Christinna Pedersen   | Mikkel Delbo Larsen Mie Schjøtt-Kristensen | Matthew Honey Heather Olver    |

## Finalergebnisse
| Disziplin    | Sieger                             | Finalist                                   | Ergebnis    |
| ------------ | ---------------------------------- | ------------------------------------------ | ----------- |
| Herreneinzel | Peter Mikkelsen                    | Michael Christensen                        | 21:16 21:17 |
| Dameneinzel  | Judith Meulendijks                 | Li Wenyan                                  | 21:12 21:15 |
| Herrendoppel | Mikkel Delbo Larsen Jacob Chemnitz | Dean George Chris Tonks                    | 21:18 21:17 |
| Damendoppel  | Jenny Wallwork Suzanne Rayappan    | Sarah Bok Liza Parker                      | 21:14 21:15 |
| Mixed        | Rasmus Bonde Christinna Pedersen   | Mikkel Delbo Larsen Mie Schjøtt-Kristensen | 21:12 21:6  |